# Інспекція «Медична герменевтика»
Інспекція «Медична герменевтика» — московська арт-група, що була створена в грудні 1987 року в сквоті в Фурманному провулку в Москві.

## Історія
Спочатку складалася з художників Сергія Ануфрієва, Юрій Лейдерман і Павла Пепперштейна. На ранньому етапі існування інспекції в діяльності групи брав участь Антон Носик, який є автором словосполучення «медична герменевтика». З 1991 року замість Юрія Лейдермана до групи увійшов Володимир Федоров (1963-2018).
Десятиріччю групи «медична герменевтика» був присвячений XI номер журналу «Місце друку».
Група закінчила своє існування 11 вересня 2001 року, в день падіння в Нью-Йорку веж-близнюків Всесвітнього торгового центру.

## Основні учасники
- Сергій Ануфрієв
- Павло Пепперштейн
- Юрій Лейдерман (до 1991)
- Володимир Федоров (після 1991)

## Виставки групи
- 1989 — виставка «Три ребёнка». Галерея Младих. Чехословакія, Прага.
- 1994 — виставка «Белое окно». Вілла Вальдберта. ФРН, Баварія, Фельдафинг.
- 1994 — виставка «Процессии». Human Space Modern Art Center. Италія, Мілан.
- 1994 — виставка «ПАРАМЕН». Галерея Инзам. Австрія, Вена.
- 1994 — виставка «Переживание в башне». Галерея Інгі Беккер. ФРН, Кельн.
- 1994 — виставка «Процессии». Human Space Art Center. Италія, Мілан.
- 1994 — виставка Illumination in the Tower. Galerie Inge Baecker. ФРН, Кельн.
- 1994 — виставка «Мы ваш дедушка!». Raum der Inspection Medizinische Hermeneutik festival «Europa 94». ФРН, Мюнхен. .
- 1997 — виставка «Портрет старика». Инсталляція «МГ» (з участю І. Дмитрієва), XL Галерея. Державний Російський музей, Санкт-Петербург.
- 2012 — виставка «Труба, или Аллея долголетия». Галерея Риджіна. Росія, Москва[1].

## Цитати
- «Нікому, включаючи медгерменевтів, не відомо, що таке «Медгерменевтика». Особливо, якщо їх розглядати як доповнення до світу, який я знаю. Хоча можна, напевно, обмежитися твердженням, що це просто наступне покоління (після нашого), і що воно навіть — в деякому сенсі — похідна від всієї тієї концептуальної суєти і каші, яка була заварена в 60-і роки. Тобто як би два кроки, два ступені, два ритми одного і того ж…»[2] — Ілля Кабаков, 2006.
- «Незадовго до появи цієї назви ми проводили спільні бесіди, записуючи їх на магнітофон. У процесі цих бесід ми несподівано для себе натрапили на таку естетичну категорію як «інспекційність». Одночасно з цим з'явився термін «Медгерменевтика», тобто «медична герменевтика». Суть його приблизно в наступному: колективний менталітет постійно відсилає свідомість в крайові області – то ідеології, то критицизму, то знову ідеології. Таке розгойдування думається не еволюцією, а скоріше — видом захворювання, тобто чимось таким, що треба лікувати. У процесі терапії можуть виявитися речі, вже не відносяться до згаданої проблематики і як би виходять з її берегів. Слово "Медгерменевтика «таїть в собі достатню частку іронії, оскільки нашому дискурсу властива позиція якогось діагностичного і одночасно патологічного проникнення в усе те, що Монастирський пов'язує з»синдромом Тедді". Крім того, нам довелося зіткнутися з проблемою самоідентифікації. Намагаючись її вирішити, ми перепробували безліч самонаіменований: «інспектори — непідкупні чиновники епохи вицвітають прапорців», «інспектори — начітчики шизофренічного Китаю», «фахівці в області становлення естетичних категорій», «фахівці з облаштування смислів» і т. д.»[3] — Сергій Ануфрієв, 1989.